# Fermentelos
Fermentelos est une paroisse civile portugaise (en portugais : freguesia) de la municipalité d'Águeda dans le district d'Aveiro.

## Géographie
Fermentelos est séparée du reste de la municipalité d'Águeda par la Pateira de Fermentelos (pt), au nord de la paroisse.
La Pateira de Fermentelos est un lac formé par la rivière Cértima (pt) avant sa confluence avec la rivière Águeda (pt). D'une superficie d'environ 5 km2, c'est l'un des plus grands lacs naturels de la péninsule ibérique. En raison de sa richesse avifaunistique, la Pateira de Fermentelos est un site Ramsar et une zone de protection spéciale Natura 2000 (au titre de la Ria d'Aveiro).

## Démographie
Lors du recensement de 2021, Fermentelos compte 3 028 habitants.